# Ámok (album)
Az Ámok a Nevergreen gothic-doom metal együttes harmadik nagylemeze. A Hammer Music gondozásában jelent meg 1999-ben. 2011-ben újra kiadták az Impérium Box harmadik lemezeként.

## Számlista
| Ámok 1999 Hammer Music | Ámok 1999 Hammer Music | Ámok 1999 Hammer Music | Ámok 1999 Hammer Music | Ámok 1999 Hammer Music | Ámok 1999 Hammer Music | Ámok 1999 Hammer Music | Ámok 1999 Hammer Music | Ámok 1999 Hammer Music | Ámok 1999 Hammer Music |
|                        | Cím                    | Hossz                  |                        |                        |                        |                        |                        |                        |                        |
| ---------------------- | ---------------------- | ---------------------- | ---------------------- | ---------------------- | ---------------------- | ---------------------- | ---------------------- | ---------------------- | ---------------------- |
| 1.                     | Enyém A Bosszú         | 05:25                  |                        |                        |                        |                        |                        |                        |                        |
| 2.                     | Mindörökké             | 04:03                  |                        |                        |                        |                        |                        |                        |                        |
| 3.                     | Fájdalomban Égj        | 03:51                  |                        |                        |                        |                        |                        |                        |                        |
| 4.                     | Soha Már               | 03:57                  |                        |                        |                        |                        |                        |                        |                        |
| 5.                     | Requiem                | 04:54                  |                        |                        |                        |                        |                        |                        |                        |
| 6.                     | Ó, Fortuna             | 04:40                  |                        |                        |                        |                        |                        |                        |                        |
| 7.                     | Ítélet Nélkül          | 04:48                  |                        |                        |                        |                        |                        |                        |                        |
| 8.                     | Hozza El Az Éj         | 04:22                  |                        |                        |                        |                        |                        |                        |                        |
| 9.                     | A Szerelmed Vágya Vér  | 04:09                  |                        |                        |                        |                        |                        |                        |                        |
| 10.                    | Idegen Földön          | 04:35                  |                        |                        |                        |                        |                        |                        |                        |
| 11.                    | Én Vagyok Az Éj        | 04:30                  |                        |                        |                        |                        |                        |                        |                        |
| 12.                    | Ámok                   | 04:12                  |                        |                        |                        |                        |                        |                        |                        |
| 53:26                  |                        |                        |                        |                        |                        |                        |                        |                        |                        |

| 2011-es Imperium box harmadik cdje (HR) | 2011-es Imperium box harmadik cdje (HR) | 2011-es Imperium box harmadik cdje (HR) | 2011-es Imperium box harmadik cdje (HR) | 2011-es Imperium box harmadik cdje (HR) | 2011-es Imperium box harmadik cdje (HR) | 2011-es Imperium box harmadik cdje (HR) | 2011-es Imperium box harmadik cdje (HR) | 2011-es Imperium box harmadik cdje (HR) | 2011-es Imperium box harmadik cdje (HR) |
|                                         | Cím                                     | Hossz                                   |                                         |                                         |                                         |                                         |                                         |                                         |                                         |
| --------------------------------------- | --------------------------------------- | --------------------------------------- | --------------------------------------- | --------------------------------------- | --------------------------------------- | --------------------------------------- | --------------------------------------- | --------------------------------------- | --------------------------------------- |
| 1.                                      | Enyém A Bosszú                          | 05:25                                   |                                         |                                         |                                         |                                         |                                         |                                         |                                         |
| 2.                                      | Mindörökké                              | 04:03                                   |                                         |                                         |                                         |                                         |                                         |                                         |                                         |
| 3.                                      | Fájdalomban Égj                         | 03:51                                   |                                         |                                         |                                         |                                         |                                         |                                         |                                         |
| 4.                                      | Soha Már                                | 03:57                                   |                                         |                                         |                                         |                                         |                                         |                                         |                                         |
| 5.                                      | Requiem                                 | 04:54                                   |                                         |                                         |                                         |                                         |                                         |                                         |                                         |
| 6.                                      | Ó, Fortuna                              | 04:40                                   |                                         |                                         |                                         |                                         |                                         |                                         |                                         |
| 7.                                      | Ítélet Nélkül                           | 04:48                                   |                                         |                                         |                                         |                                         |                                         |                                         |                                         |
| 8.                                      | Hozza El Az Éj                          | 04:22                                   |                                         |                                         |                                         |                                         |                                         |                                         |                                         |
| 9.                                      | A Szerelmed Vágya Vér                   | 04:09                                   |                                         |                                         |                                         |                                         |                                         |                                         |                                         |
| 10.                                     | Idegen Földön                           | 04:35                                   |                                         |                                         |                                         |                                         |                                         |                                         |                                         |
| 11.                                     | Én Vagyok Az Éj                         | 04:30                                   |                                         |                                         |                                         |                                         |                                         |                                         |                                         |
| 12.                                     | Ámok                                    | 04:12                                   |                                         |                                         |                                         |                                         |                                         |                                         |                                         |
| 13.                                     | Kreaton Project: Macbeth - A Tőr        |                                         |                                         |                                         |                                         |                                         |                                         |                                         |                                         |
| 14.                                     | Az Éj Szeme (Demo Version)              |                                         |                                         |                                         |                                         |                                         |                                         |                                         |                                         |
| 53:26                                   |                                         |                                         |                                         |                                         |                                         |                                         |                                         |                                         |                                         |

## Közreműködők
- Bob Macura – ének, basszusgitár
- Matláry Miklós – billentyűk
- Rusic Vladimir – gitár
- Gajda Ferenc – dob